# Johann Jakob Brucker

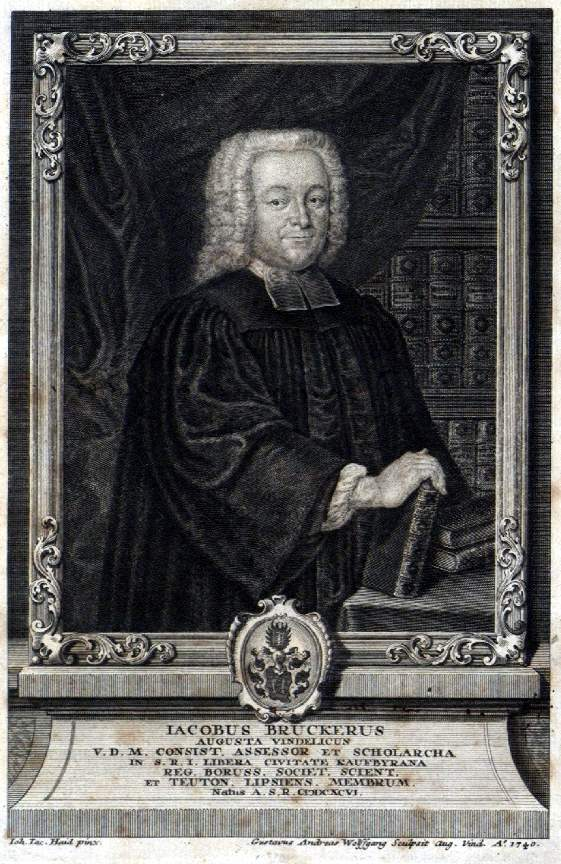
Johann Jakob Brucker

Johann Jakob Brucker (* 22. Januar 1696 in Augsburg; † 26. November 1770 ebenda) war ein deutscher evangelischer Theologe und Pfarrer, Schulrektor und Philosophiehistoriker.

## Leben
Brucker besuchte das St. Anna-Gymnasium in Augsburg und war von 1715 bis 1720 Student der evangelischen Theologie und der Geschichte an der Universität Jena. Sein Lehrer war dort der Theologe und Philosoph Johann Franz Buddeus.
1724 kam er als evangelischer Pfarrer an die Dreifaltigkeitskirche nach Kaufbeuren. Mit dieser Stelle war auch das Rektorat der evangelischen Lateinschule verbunden und Brucker war über zehn Jahre lang deren Rektor und einziger Lateinlehrer. Neben seinen seelsorgerischen, pfarramtlichen und pädagogischen Pflichten widmete sich Brucker während seiner Kaufbeurer Zeit vor allem auch der Philosophiegeschichte. In Kaufbeuren schrieb er das siebenbändige Werk Kurze Fragen aus der philosophischen Historie von Anfang der Welt bis zur Gegenwart, das in den Jahren 1731 bis 1736 erschien und 9153 Seiten umfasst. Entgegen ihrem bescheidenen Titel ist dies in Deutschland die erste Geschichte der Philosophie, die alle ihre Strömungen bis ins 18. Jahrhundert erfasst und kritisch darstellt. Ihre Wirkung war enorm. Sie brachte Brucker begeisterte Rezensionen in Westeuropa und floss in Diderots Enzyklopädie ein. Auch wurde er aufgrund dieser Veröffentlichung Mitglied mehrerer wissenschaftlicher Vereinigungen, darunter die Akademien der Wissenschaften in Bologna, Berlin und München.
1744 kehrte Brucker nach Augsburg zurück, wo er Pfarrer an der Evangelischen Heilig-Kreuz-Kirche wurde und dieses Amt bis 1757 innehatte. Am 26. November 1770 starb er als Senior der protestantischen Pfarrei St. Ulrich.

## Werk

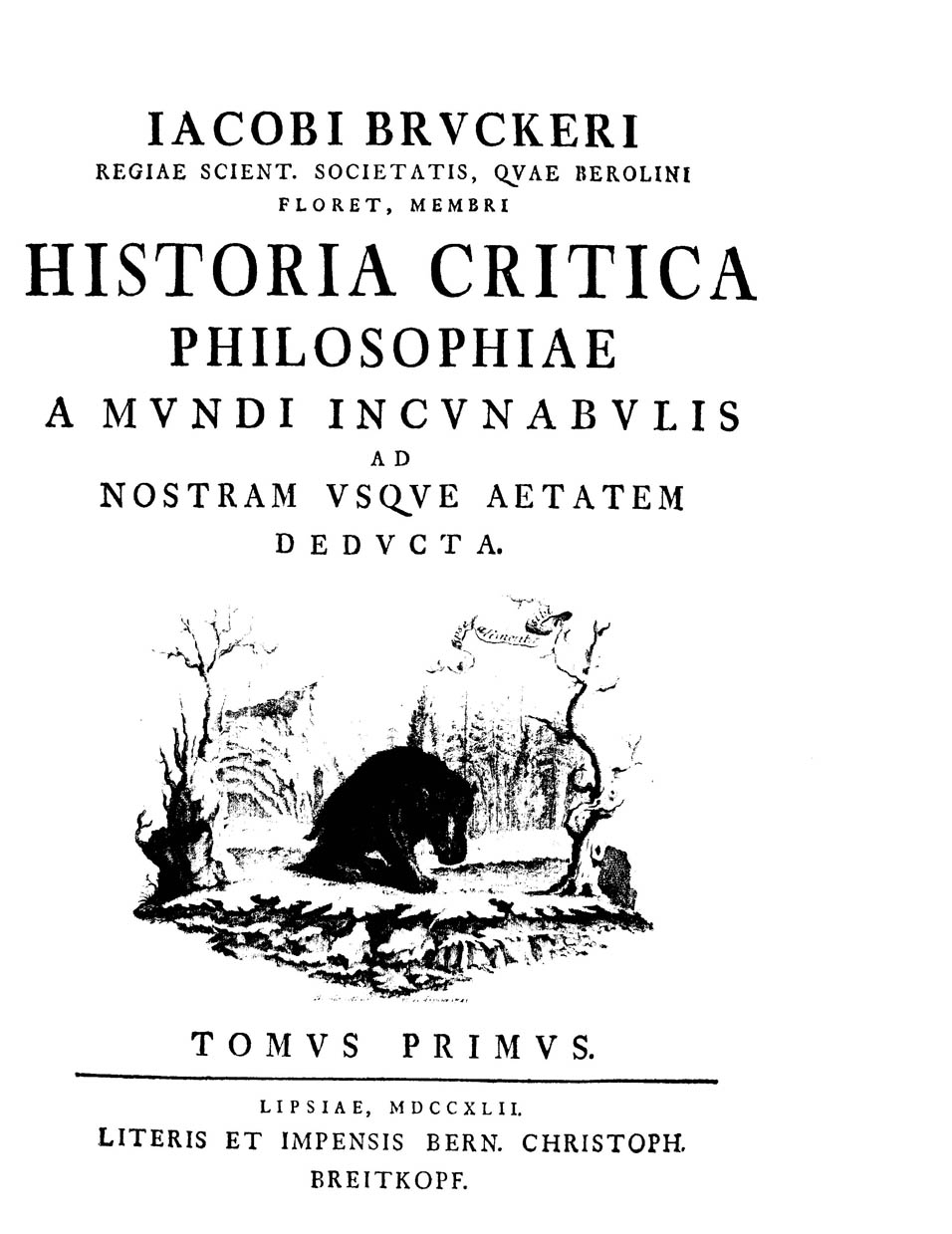
Historia critica philosophiae, 1742

Mit seinem Fleiß, seiner Gewissenhaftigkeit und seinem nüchternen Blick, mit dem er schwebende Streitfragen seiner Zeit bewertete, schuf er ein achtungsgebietendes Werk von vielen Bänden zur Geschichte der Philosophie. Brucker gab zu Augsburg (1723) seine Historia philosophicae doctrinae de ideis heraus. Den Vorläufern seines Hauptwerks, Kurze Fragen aus der philosophischen Historie (Leipzig 1731–1736, 7 Bde.) und Erste Anfangsgründe der philosophischen Geschichte (Leipzig 1736, 1751), folgte dieses selbst unter dem Titel Historia critica philosophiae a mundi incunabulis ad nostram usque aetatem deducta (Leipzig 1742–1744, 5 Bde.; neue Aufl. 1766, mit einem Appendix von 1767). Der von ihm veranstaltete Auszug unter dem Titel Institutiones historiae philosophicae (Leipzig 1747) ist mehrmals gedruckt und auch ins Englische (von Enfield, London 1791, 2 Bde.) übersetzt, oder, wie der Übersetzer es nennt, „representiert“ worden. Das Werk zeichnet sich zwar nicht durch Geistesfreiheit, aber durch für seine Zeit umfassende Gelehrsamkeit bei vorherrschend wolffscher Richtung und vor allem dadurch aus, dass es als das erste Werk seiner Art die oft mehr benutzte als eingestandene Grundlage aller folgenden geworden ist. Außerdem schrieb Brucker noch Miscellanea historiae philosophicae, litterariae, criticae (Augsburg 1748, 5 Bde.), einen Bildersaal berühmter Schriftsteller (ebd. 1741–1755, 10 Dekaden mit Kupfern), einen Ehrentempel der deutschen Gelehrsamkeit (ebd. 1747–1749, 8 Dekaden mit Kupfern) und bearbeitete für das sogenannte englische Bibelwerk das Neue Testament (Leipzig 1766–1770, 6 Bde.).

## Würdigung
Johann Jakob Brucker verfasste das erste, auch von Goethe gelesene, philosophiegeschichtliche Schulbuch. Nach diesem namhaften Gelehrten ist das Jakob-Brucker-Gymnasium in Kaufbeuren benannt. Der Festakt zur Namensverleihung fand am 29. Oktober 1998 statt.